# Fiat Linea
Fiat Linea är en personbil, tillverkad av Fiat mellan 2007 och 2018.
Fiat Linea presenterades på bilsalongen i Istanbul hösten 2006. Bilen är en sedan-version av halvkombin Grande Punto, men är betydligt större med bland annat 10 cm längre hjulbas. Den är framtagen av Fiat do Brasil och Tofaş och tillverkas i Brasilien och Turkiet. Linea är avsedd att säljas i östra Europa, Asien och Sydamerika där kunderna främst efterfrågar sedan-bilar. Den säljs dock även i Västeruopa, exempelvis i Finland, Spanien och Tyskland, men ej i Sverige.

## Versioner
| Modell       | Motor                   | Cylindervolym | Effekt                       | Vridmoment | Bränslesystem                                                       |
| ------------ | ----------------------- | ------------- | ---------------------------- | ---------- | ------------------------------------------------------------------- |
| 1,3 Multijet | 4-cyl radmotor DOHC 16V | 1248 cm³      | 90 hk                        | 200 Nm     | Turbodiesel                                                         |
| 1,4          | 4-cyl radmotor SOHC 8V  | 1368 cm³      | 77 hk                        | 115 Nm     | Bränsleinsprutning                                                  |
| 1,4 T-Jet    | 4-cyl radmotor DOHC 16V | 1368 cm³      | 120 hk                       | 206 Nm     | Bränsleinsprutning, turbo                                           |
| 1,6 Multijet | 4-cyl radmotor DOHC 16V | 1598 cm³      | 105 hk                       | 290 Nm     | Turbodiesel                                                         |
| 1,9 Flex     | 4-cyl radmotor DOHC 16V | 1838 cm³      | 130 (bensin)/132 (etanol) hk | 183 Nm     | Bränsleinsprutning, Bensin och Etanolmotor säljs endast i Brasilien |
| 1.4 T-Jet    | 4-cyl radmotor DOHC 16V | 1368 cm³      | 152 hk                       | 207 Nm     | Bränsleinsprutning, turbo säljs endast i Brasilien                  |